# Joseph Scheppers de Bergstein
Joseph Marie-Antoine Maximilien Scheppers de Bergstein (Mechelen, 3 april 1894 - Ellrich (Mittelbau-Dora), 12 oktober 1944) was een Belgisch millitair en later verzetsstrijder in het Geheim Leger.
Hij vocht in de oorlogen van 1914-1918 en de oorlog van 1939-1945. Als commandant in het Geheim Leger, dat zich verzette tegen de Duitse militaire bezetting in 1940, werd hij gearresteerd en naar Duitsland gedeporteerd, waar hij in een concentratiekamp omkwam.

## Biografie

### Gezinsleven
Joseph Scheppers de Bergstein was een zoon van Maximilien Scheppers de Bergstein (Heindonk, 21 oktober 1867 - Mechelen, 1 december 1942), burgemeester van Heindonk van 1896 tot 1921, en van Pauline Anne Marie Joséphine Rosamonde de Kerckhove van der Varent (Mechelen, 20 maart1867 - Elsene, 14 augustus 1955).
Op 8 november 1922 trouwde hij in Elsene met Louise Berthe Antoinette Elisa de Witte de Haelen (Elsene, 20 april 1899 - Bosvoorde, 11 februari 1971).
Ze kregen vijf kinderen:
1. Gaëtan (1925-2011) die eerst trouwde met Denise Smits (1925-1997) en later met Jennifer Bussy (1942),
2. Yvonne (1926-2005) die trouwde met François Goethals (1923-2004),
3. Edith (1927-2005) die trouwde met René-Albert d'Andrimont (1925-2024),
4. Myriam (1929-2011) die trouwde met Thierry Coomans de Brachène (1927-1975), daarna Serge Goemaere (1928-2013) in tweede huwelijk,
5. Boudewijn (1930-1995) die trouwde met Régine d'Huart (1935-2018).

### Oorsprong van de familie Scheppers
Scheppers stamde af van een oude Mechelse patriciërsfamilie waarvan de oorsprong teruggaat tot 1490. De leden waren actief in het bedrijfsleven, de schone kunsten, het openbare leven, de rechterlijke macht en de geestelijkheid.
De familie Scheppers bezat veel land en boerderijen, vandaar Josephs opleiding in landbouwkunde, die hij moest onderbreken bij het uitbreken van de oorlog in augustus 1914. De familie ontleent haar naam aan het domein 'Bergstein' in de gemeente Heindonk (nu een deelgemeente van Willebroek).
Het Koninklijk Besluit van 25 oktober 1929 formaliseerde het gebruik van de naam Scheppers de Bergstein.
Op 24 februari 1959 werd de familie Scheppers de Bergstein in de adelstand verheven.

### Eerste Wereldoorlog
Scheppers de Bergstein meldde zich in augustus 1914 vrijwillig bij het Belgische leger en ging als soldaat naar het IJzerfront. Hij bracht daar bijna vier jaar door tot begin 1918. Ernstig gewond en vergast werd hij van het front teruggetrokken en voor enkele maanden naar een militair hospitaal in Nice (Frankrijk) gestuurd.
Bij de wapenstilstand in november 1918 werd hij opgenomen in het ziekenhuis l'Océan in De Panne voor nieuwe verwondingen.
Hij onderscheidde zich aan het front. Hij werd meermaals vermeld in de Legerorde van de Dag en eindigde de oorlog met de rang van 1ste Luitenant. Hij maakte deel uit van het Belgische legercontingent dat naar de Verenigde Staten ging om de overwinning te vieren. Hij bleef actief als officier tot 1925.
Hij ging naar de Koninklijke Militaire School en haalde zijn brevet van kapitein. Hij verliet het leger en werd reserveofficier. Later kwalificeerde hij zich als reserve kapitein-commandant.
Van 1922 tot 1944 woonde hij met zijn vrouw en zijn vijf kinderen op het Kasteel Emmaüs, eigendom van de familie.

### Tweede Wereldoorlog
In september 1939 werd hij gemobiliseerd als reserveofficier bij het 7e Linieregiment in de streek van Eben-Emael. Begin mei 1940 werd hij benoemd tot commandant van het hoofdkwartier van de 4e Infanteriedivisie. Hij vocht in de 18-daagse campagne. Ten tijde van de capitulatie op 28 mei 1940 was hij in Oostende.
Hij werd gearresteerd en vrijgelaten op 9 juni 1940. Hij keerde terug naar Mechelen en trof daar het kasteel bezet aan door de officieren van de Luftwaffe. De Duitsers vertrokken de volgende dag na de terugtrekking van het Franse leger op 10 juni 1940. De Duitsers beroofden het kasteel van al zijn mooie meubels en schilderijen, waaronder een schilderij van de Vlaamse schilder Jacob Jordaens getiteld Terugkeer van de Heilige Familie na de Vlucht naar Egypte, dat in 2022 in Frankrijk werd teruggevonden en in 2025 aan de nakomelingen van Joseph werd teruggegeven.

#### Weerstand
Scheppers de Bergstein organiseerde de verzetsbeweging van het Geheime Leger voor het district Mechelen, waarover hij het bevel voerde tot februari 1944. Hij richtte een clandestien radiostation op in de toren van kasteel Emmaüs, van waaruit hij tijdens de hele oorlog met Londen communiceerde. Omdat het kasteel erg geïsoleerd was, werd deze communicatie nooit opgevangen door de Duitsers. Veel vluchtelingen op doorreis naar Engeland werden op het landgoed verstopt zonder lastig gevallen te worden. Verschillende boerderijen die bij het landgoed hoorden, zorgden ervoor dat vele monden ongemerkt gevoed konden worden.

#### Arrestatie en deportatie
Hij werd op 29 februari 1944 door de Gestapo gearresteerd na een verklikking. Hij werd opgesloten in de "Kriegswehrmachtgefängnis" in Antwerpen, waar hij werd overgedragen aan de Sicherheitspolizei. Geen enkel lid van zijn netwerk of van het Geheim Leger zou worden ondervraagd, wat erop wijst dat hij niet heeft gepraat.
Op 6 mei 1944 maakte hij deel uit van het treinkonvooi dat Antwerpen verliet. Het stopte in Willebroek om gevangenen uit Breendonk mee te nemen en ten slotte in Schaarbeek voor de laatste gevangenen van Sint-Gillis. Het konvooi reed vervolgens zonder oponthoud naar concentratiekamp Buchenwald, waar het op de avond van 8 mei aankwam. Gevangene nummer 48989 werd vervolgens overgebracht naar het kamp van Ellrich, waar hij zwaar mishandeld werd. Zijn dood werd pas formeel bevestigd aan het begin van 1946, met de overlijdensakte uit de archieven van het kamp van Buchenwald. Hij was 50 jaar oud bij zijn dood.

## Eerbetoon

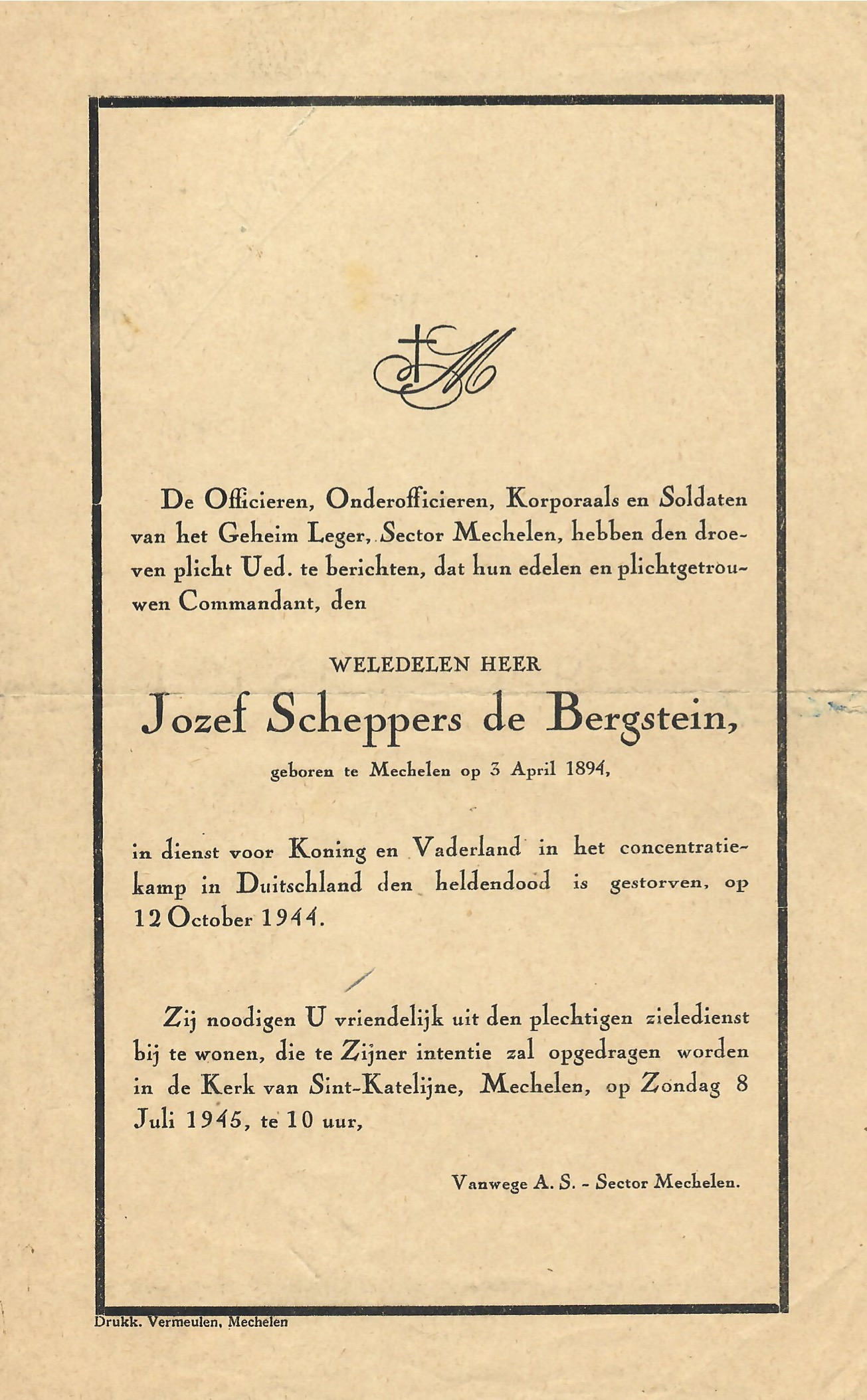
Overlijdensbericht van het Geheime Leger (sector Mechelen)

- Postume lofrede op het Geheim Leger (België) - 1 juni 1945
- Postume lofrede ' Gazet van Mechelen ' - 23 mei 1946[11]
- Postume lofrede voor generaal-majoor Gérard - 29 september 1946
- Adellijke titel verleend aan de familie door koning Boudewijn I op 24 februari 1959

### Eerbewijzen en onderscheidingen
Joseph Scheppers de Bergstein is houder van talrijke onderscheidingen :
- Croix de Guerre 1914-1918 met 3 bronzen palmen en 2 leeuwen ter vermelding in de Dagorde van het Leger[12]
- Officier in de Leopoldsorde met militaire titel met palmen voor vermelding in de Orde van de Dag van het Leger
- Commandeur in de Leopoldsorde voor militaire onderscheiding
- Officier in de Orde van de Kroon
- Oorlogskruis 1940 met palm met het monogram L ter vermelding in de Legerorde van de Dag
- Inter-Allied Victory Medal (1919) (Franse versie van lint)
- Herinneringsmedaille 1914-1918 met twee rode kruisen voor verwondingen
- Vuurkruis ter onderscheiding van de meest verdienstelijke strijders (1914-1918)
- Oorlogsherinneringsmedaille 1940-1945, voor onderscheiding
- Herdenkingsmedaille voor het honderdjarig bestaan van de onafhankelijkheid (1830), voor onderscheiding